# 麥靖宇
麥靖宇，SBS（1956年3月1日—），香港公務員，曾擔任行政長官辦公室常任秘書長及工業貿易署署長等要職。
麥於1986年加入港英政府任職政務主任，曾在2000年代擔任工商局副秘書長時數次力排眾議下通過有關知识产权的條例修訂草案，亦在任職房屋署副署長時常跟進部門人力資源安排。他在2007年至2012年先後在特首辦出任私人秘書及常任秘書長，亦因而捲入曾蔭權涉貪案成為重要證人。他在退休前為工業貿易署署長，官至首長級甲級政務官。

## 早年生活
麥靖宇生於1956年3月1日，曾入讀高主教書院，及後在1979年於香港大學取得數學系榮譽文学士學位。

## 公務員生涯

### 殖民地時期

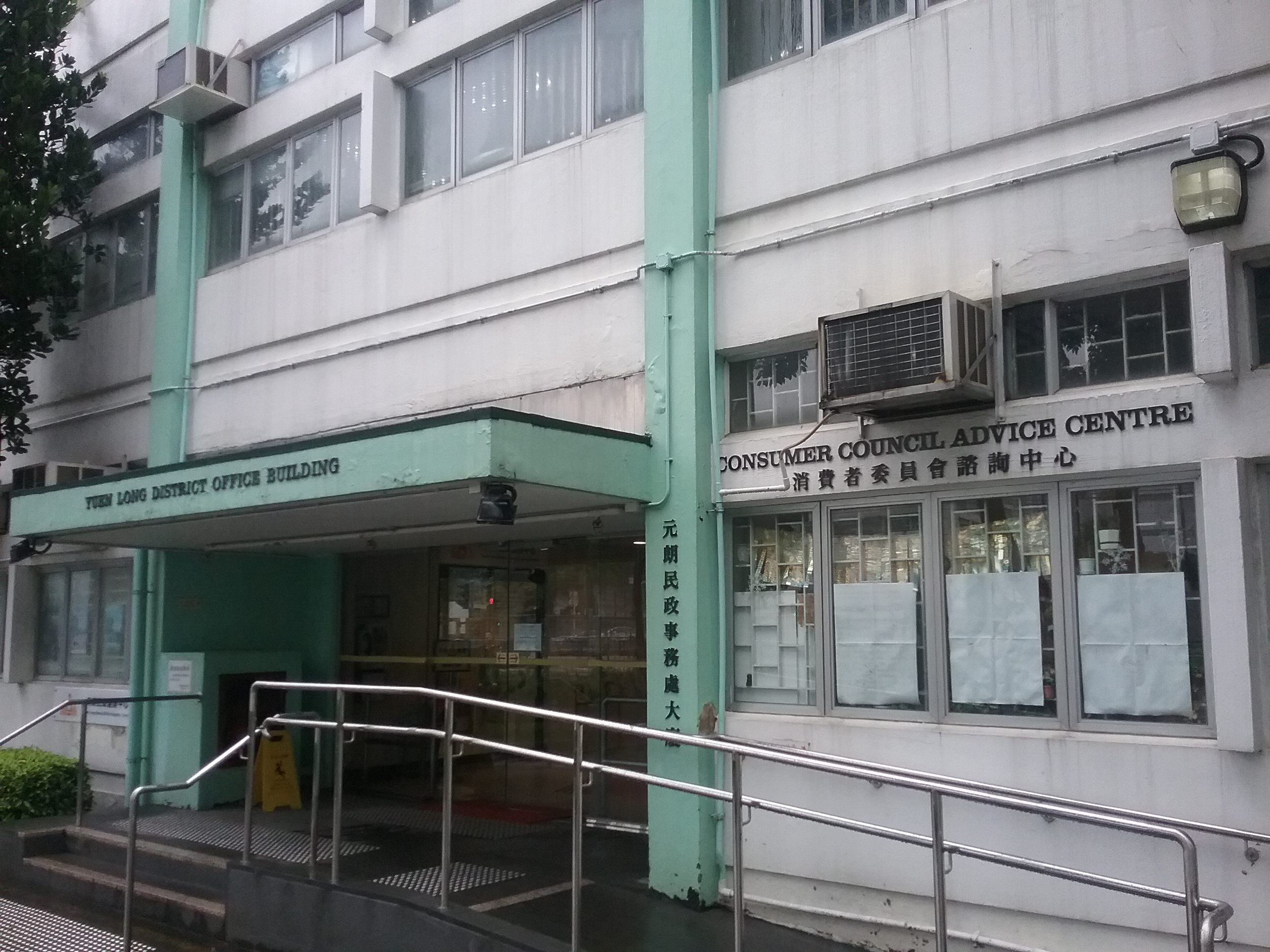
前元朗政務處大廈

麥靖宇於1986年10月23日加入港英政府任職政務主任。他的首個崗位是於新界政務署轄下的元朗政務處出任政務主任，隨後亦兼任政務總署的政務主任職位，負責協助整個部門的一般事務。及後，他既於1987年在香港中文大學取得工商管理碩士學位，又於1987年9月至1988年6月前往牛津大学修讀公共行政学課程。他返港後被派至公務員薪俸及服務條件常務委員會任職，亦曾有數月兼任高級政務主任。
在1991年3月，麥被調往布政司署財政科出任助理庫務司，並在任內晉升至高級政務主任職級。及後，他在布政司署內得到署任機會，於1994年起擔任工商科出任首席助理工商司，亦被指令負責亞太經濟合作組織的工作，因而在1996年4月正式升任首長級丙級政務官。

### 主權移交後早期
在香港主權移交後，麥靖宇的職稱改為工商局首席助理局長，他一度擔任行政長官特設創新科技委員會秘書，負責啟動创新科技政策工作、設立創新科技署和創新及科技基金的工作。在1999年9月，他被調派至財政司司長辦公室，並在同年10月被委任為財政司司長特別助理。半年之後，他在2000年4月獲提昇為工商局副局長，並在推行高官問責制後繼續於工商及科技局擔任副秘書長。他在任內多次就知识产权的多條條例提出修訂草案，同時亦主理香港立法會答辯及公眾游說等工作，數次力排眾議下通過修訂草案。
在2003年4月，麥調任房屋署副署長，負責機構事務。他一上任即需跟進陳裘大貪污案判刑的紀律處分，包括取消陳的退休金及確定辭退的追溯期，以向陳追討多發出的薪酬。及後，房署因接獲大量虛假申請又沒有起訴涉案人，被申訴專員公署質疑因人手不足而無理放生涉案人，但他認為是房署的指引不足以致漏洞出現，並向公署提交跟進報告。在2005年，他亦以公共利益為由為房署資助領匯信託基金上市訴訟護航。雖然房署工作挑戰重重，但他仍在2005年中升任首長級乙級政務官，並在同年7月1日獲港府奉為官守太平紳士。在卸任副署長前，長年因人力資源不足為人垢病的房署再被質疑沒有因況調整編制，他這次則坦然承認基層員工壓力過大，需檢討人力資源安排。最後，他在2007年7月離開房署。

### 行政長官辦公室

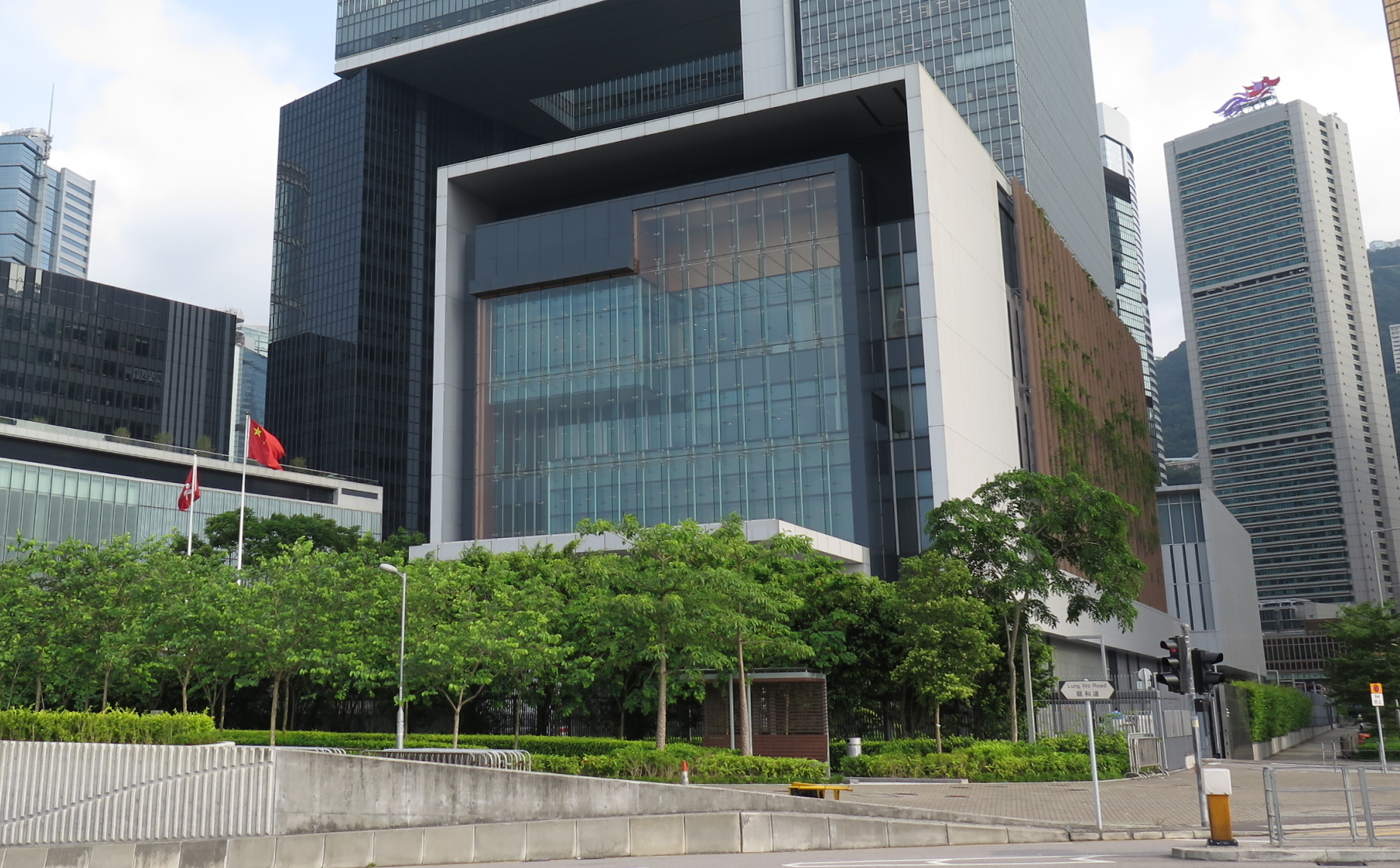
2011年時的行政長官辦公室

麥靖宇於2007年7月被挑選為行政長官的曾蔭權私人秘書，並在2008年4月晉升為首長級乙一級政務官。他協助行政長官處理日常事務，安排行政長官的日程，因此每逢行政長官述职、海外访问及活動，他都會陪同前往。
在行政長官辦公室任職兩年半後，麥於2010年4月19日進一步被委任為行政長官辦公室常任秘書長，當中包括擔任特首辦的財政管制人員，並在香港立法會上就特首辦的開支預算答辯。與此同時，他亦曾就行政會議成員擅自披露機密資料及防止利益衝突措施檢討等事宜，協助特首辦主任梁卓偉在立法會上向議員解釋。在2012年4月，曾蔭權因前往南美洲外訪時款待奢華而引發醜聞，故此設立獨立檢討委員會調查過往的外訪開支以息民怨。然而，獨立委員會及審計署的報告均批評曾的做法，而麥更被批評沒有公開審理款待準則的文件。在事件完結不久，梁振英在同年7月1日接任特首，而劉焱亦被安排在同日接替任滿的麥。

### 工業貿易署署長

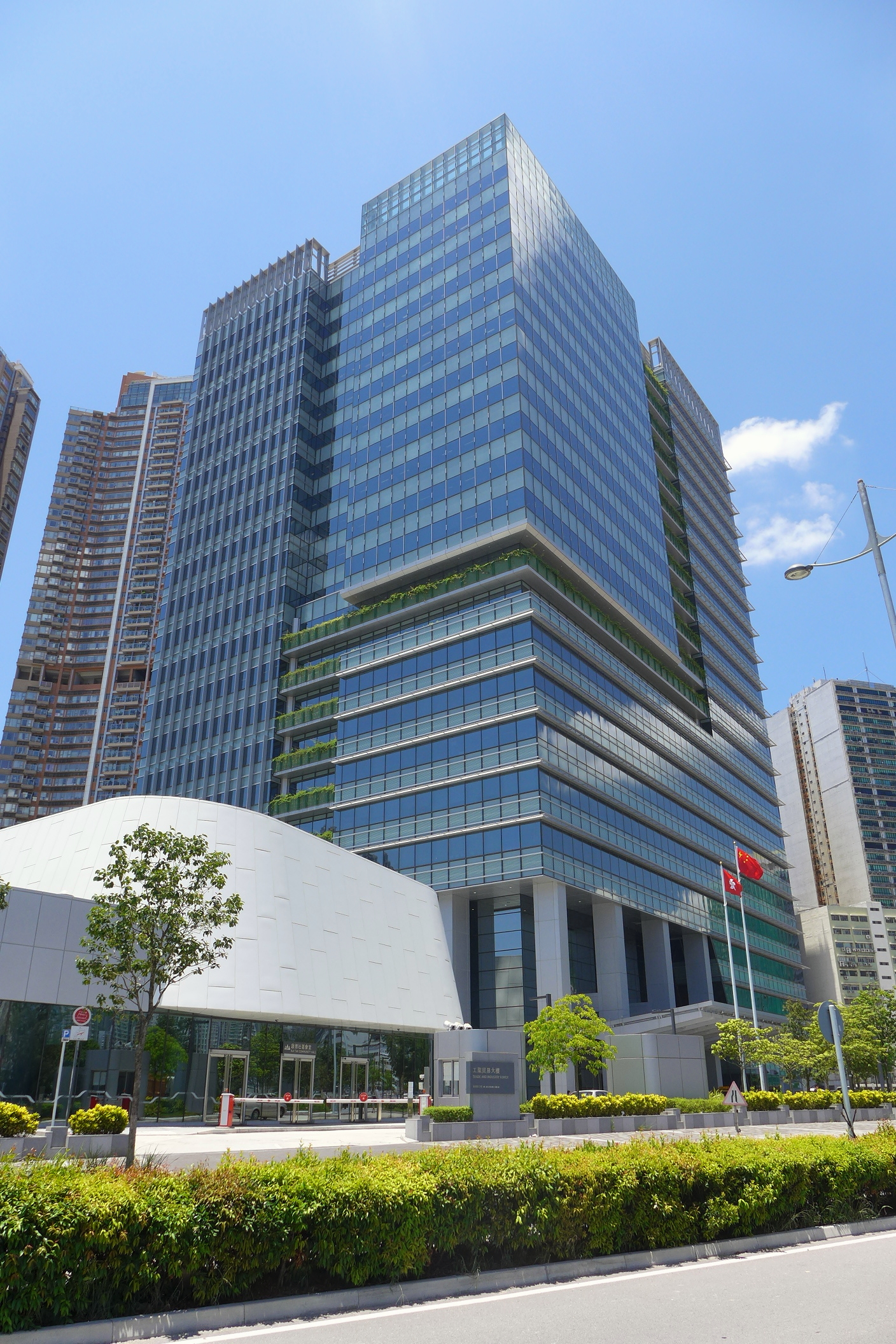
工業貿易大樓自2015年起為工業貿易署的總部

麥靖宇享受了短暫的假期後，隨即在2012年7月16日接替關錫寧出任工業貿易署署長，亦在2013年4月晉升為首長級甲級政務官。他一如前任與外地就工貿談判磋商，並出席各研討會及論壇與工商界人士交流，以及參與多個商會活動宣傳包括工商業津貼資助等政府工貿政策。同時，他亦支持工商界組織自行創立的促進計劃。另外，他任前香港已分別與智利及欧洲联盟等地簽訂的自由貿易協定在他任內生效，而他亦在2014年與商務及經濟發展局局長蘇錦樑開展與东南亚国家联盟的自貿協定討論。除了雙邊及區域貿易合作外，他亦自2015年起協助港府尋求加入区域全面经济伙伴关系协定，但他對跨太平洋夥伴全面進展協定就以限制過多為由態度消極。至於部門發展，工貿署在2015年由旺角的工業貿易署大樓搬遷至啟德的工業貿易大樓，除了曾俊華、陳家強及蘇錦樑等司局長外，麥亦在揭幕典禮上同為主禮嘉賓。
麥最後在2016年2月29日卸任工貿署署長，開始退休假期。在同年8月9日甄美薇接任署長時，港府讚揚麥多年服務，並指其在改善內地與港澳關於建立更緊密經貿關係的安排等對外關係上表現突出。隨後，港府在香港2016年度授勳及嘉獎名單上向麥授予銀紫荊星章。

### 任後問題
雖然麥靖宇在2016年起享受退休生活，但因為曾蔭權涉貪案在2017年開審，以及他的妻子蔡淑嫻在2020年就銅芯抗疫口罩發出緊急合約而被公眾質疑，故此麥在退休後仍然未離開公眾視線，甚至被法院傳召上庭答辯。

#### 曾蔭權涉貪案
曾蔭權涉貪案於2017年在香港高等法院開審，因麥靖宇於2007年7月至2012年6月先後在行政長官辦公室擔任私人秘書及常任秘書長，故被傳召上庭作供。就曾蔭權租用東海花園單位的接受利益罪指控，麥指自己一直不知情，直至曾蔭權於電台透露才得知，而特首辦對事件的電郵回覆及新聞稿均並非由麥本人處理，而對發展商聘任何周禮作室內設計更是毫不知情。同時，麥亦補充就東海花園的新聞稿只提及已簽訂租約，但對於合約日期、租金及參考價等因特首辦沒有資料而不包括在內。
就接受私人款待及安排豪華外訪的指控，麥同樣被傳召上庭作證。麥在庭上承認雖然曾蔭權自2005年起自願遵守政治委任官員的申報機制及在2007年訂立內部守則，但該等守則及內容在特首辦並沒有文件紀錄，屬曾蔭權自己訂立及遵守，更以「存在特首腦中，所以無記錄」來形容。面對控方質問，麥認同備有文件更為合適，但又指對只規管特首一人的守則沒有文件紀錄不會驚訝。
除了曾蔭權外，麥的決定亦在庭上受到質疑。麥在2010年夏天曾經以資助為善意及不涉利益衝突為由批准曾蔭權在歐洲旅遊的同行朋友資助保鑣的交通及酒店開支差額，但他對資助人身份不知情，因而被控方質疑準則不合理。麥指旅遊為曾蔭權的私人活動故不調查資助人身份，亦考慮到保鑣為必須安排，故接受贊助以節省公帑。
就何周禮授勳一事，麥強調不認識何，亦從未見過他。麥亦指曾蔭權在2011年初一次會議後輕輕帶過會提名3至4名人士，並指何周禮在香港青年協會的建築項目表現不錯，亦沒有提及過東海花園。另外，他也強調授勳提名表格須由發展局局長林鄭月娥簽名才作實，而相反同年勞工及福利局局長張建宗就沒有採納曾蔭權提供的名單。然而，發展局局長政務助理陳婉雯向禮賓處處長阮文海提交表格時，在電郵上提及是按麥的要求，而副本除了亦有抄送給他外，他更回覆可補充青協項目的資料。不過，麥則反駁從沒提及由曾蔭權提名，亦只因為求盡責而過目電郵副本。麥認同直接由曾蔭權下令授勳並不恰當，但認為何周禮的授勳是符合程序及精神。
麥在審訊過程中連番被主控官卑利得追問，故一度在庭上表現得不耐煩，更指卑利得只想得理想答案，重覆追問屬浪費時間，亦促請卑利得客氣點。

#### 銅芯抗疫口罩事件

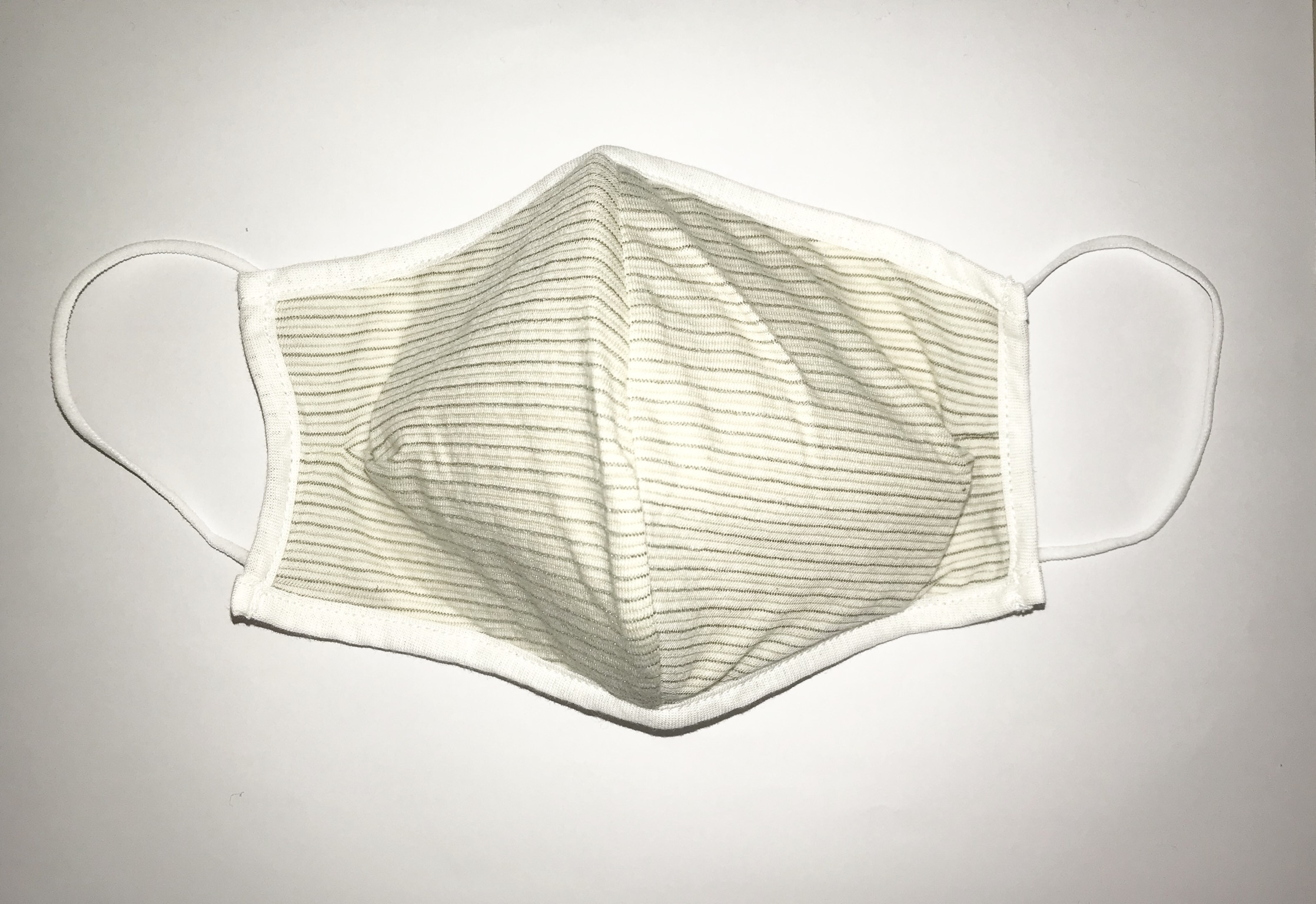
銅芯抗疫口罩

港府因應2019冠狀病毒病香港疫情在2020年5月5日公佈發放銅芯抗疫口罩，麥靖宇的妻子創新及科技局常任秘書長蔡淑嫻因招標不透明而引來利益輸送質疑。在公眾批評及質疑下，蔡在兩日後透過香港電台口應指銅芯抗疫口罩是以緊急情況為由，在沒有公開招標下批出合約予晶苑國際集團於越南生產，符合世界贸易组织要求，亦補充不公開生產商旨在減少麻煩。
不過，傳媒揭發麥曾因工業貿易署署長身份而與晶苑的行政總裁羅正亮同屬商務及經濟發展局的紡織業諮詢委員會至少三年，而晶苑股價更早已在2020年3月不尋常地大升，使利益輸送的說法甚囂塵上。最後，蔡澄清麥與羅在委員會以外沒有私交，麥更沒有向港府推薦羅，但她承認政治敏感度不足。

## 個人生活
麥靖宇的個人興趣為電影、音樂及游泳。麥與妻子蔡淑嫻均為香港政府高層官員，並同住於香港島。兩人約於1990年代初結婚，均熱愛壁球，並育有一子一女，兒子為麥曉暉。麥曉暉為社会企业家和公共政策及政治學者，曾於缅甸以社企推動社會發展及参与式民主，並在2018年被選為首屆歐巴馬基金會學者。另外，雖然家庭住所位於香港島，但他的女兒仍到九龍入讀他妻子曾就讀的嘉諾撒聖瑪利學校及嘉諾撒聖瑪利書院。

## 榮譽

### 勳銜
- 官守太平紳士（J.P.）（2005年7月1日－2016年2月29日）[18]
- 銀紫荊星章（S.B.S.）（香港2016年度授勳及嘉獎名單；2016年7月1日）[52]

### 頭銜
- 麥靖宇，JP（Kenneth Mak Ching-yu, JP，2005年7月1日－2016年2月29日）[18]
- 麥靖宇，SBS（Kenneth Mak Ching-yu, SBS，2016年7月1日－）[52]